# 推理雜誌
推理雜誌，也有人稱為《推理》雜誌，由台灣作家林佛兒創辦之「推理雜誌月刊社」出版的推理文學月刊。於1984年11月創刊，2008年4月休刊，2024年6月復刊。
推理雜誌以刊載推理小說與相關評論為主要內容，在推理小說市場並未成形的當時，可以說身兼推廣者與傳播者二職。在總數共 282 期的推理雜誌當中，介紹了許多稍後被台灣出版社相中、翻譯並出版單書的歐美日推理作家，如愛德華·霍克、阿嘉莎·克莉斯蒂、桃樂絲·榭爾絲、傑克·福翠爾、宮部美幸、東野圭吾、島田莊司、綾辻行人等等，族繁不及備載。
另一方面，推理雜誌也積極開發華文推理小說創作的可能，許多如今成為台灣推理界重要人士的推理作家，小說都曾刊載在推理雜誌上，如葉桑、藍霄、既晴等人。此外，推理雜誌同時扶植了許多推理評論者，如傅博、黃鈞浩等人在台灣推理界的聲名，幾乎都是靠當初在推理雜誌上的文章堆積而成。
以台灣的通俗文藝雜誌言，推理雜誌算是在針對單一文類耕耘最為長久，但最後卻在該文類開始興盛之際需要退場的專業通俗文藝雜誌，不管在推理小說的概念、或是台灣文學的概念，都是相當重要的存在。

## 歷史
推理雜誌是推動臺灣本土推理創作最重要的雜誌。在此之前，尚有1951年的《偵探月刊》、《偵探之王》、《大偵探》等雜誌，但內容多是翻譯美國通俗雜誌的短篇小說。
1984年11月，林佛兒成立推理雜誌月刊社出版推理雜誌，並擔任主編。內容主要以日本作品為主，並兼收歐美及台灣本土作品。除了台灣之外，也在海外發行。海外曾有600本左右的銷量。
林佛兒創辦人擔任主編，直到第52期，然後是鄭秀媛53-54期，接下來為呂秋惠女士第55-168期，疑為林佛兒於1988年10月舉家移民加拿大，美洲家務台灣社務兩頭燒而將權力下放，但若說林佛兒就此淡出的編務與經營倒也不盡然，自第53期始，在版權頁上就多設立了一個「總編輯」職位由林佛兒擔任，直到第169期呂秋惠卸任，才又改回林佛兒總理社務，但仍維持總編輯職位，主編一職直到第224期才又出現，由李英擔任直至結束。
推理雜誌於2008年4月休刊，合計282期。16年後，台灣犯罪作家聯會取得授權，並在2024年6月推出復刊號。新任編輯既晴稱將於12月推出復刊2號，隨後於2025年起維持一月一期。

## 貢獻

### 日系推理小說的推廣
由於林佛兒本人的閱讀品味以日系為主，為了培養讀者也教育讀者，他在雜誌上有專欄介紹推理小說及作家。因為日系推理小說能見度提高，使得其他出版社也相繼出版日本推理小說。

### 推動臺灣推理的手
由於每本雜誌都有一至三篇的臺灣作品。目前重要的臺灣推理作家葉桑、藍霄、既晴等人或多或少都曾經在推理雜誌發表過文章。 另外早期旅居日本，創辦《幻影城》雜誌的傅博在雜誌上發表的文章提供了理論體系，成為當時許多作家的規臬。

## 爭議

### 政治色彩
一直以來，推理雜誌的主編記事都以交代本期的風格與重要的專欄或專題介紹為主，或是像呂秋惠以分享生活的點滴與感想，從第172期（1999.02）開始，主編記事有了重大的變化，林佛兒開始在編輯手記中發表自己的政治立場。
而在第188期（2000.06），推理雜誌轉載當時總統陳水扁的宣誓就職演說全文〈台灣站起來－迎接向上提升的新時代〉，並自218期起變成常態，幾乎每期都會固定轉載類似的政論、政治批評，如〈馬英九，你是撒謊者〉、〈中國認同者的奇怪偏見〉（第218期，2002.12）、〈「政治論述」與「政治口水」〉、〈國家意識沒有中間路線〉（第222期，2003.04）等，如此以每期二至三篇的（最高到達251期的五篇）比例在選刊，到了第267期之後又不再出現。
或許正因為如此，林佛兒也自己承認造成了不少讀者流失，例如海外訂戶就從六百餘人降至一百餘人。

## 花邊新聞
由於林佛兒本人是純文學出身，因此他本來設定的方向是把推理小說當作純文學之一支，早期編輯顧問名單包括向陽、周寧、吳錦發、陌上桑、倪匡、傅博、陳恆嘉、景翔等藝文界人士，並刊載司馬中原、鄭清文、袁瓊瓊等純文學作家嘗試創作的推理小說。鍾肇政也曾參與過翻譯。